# Cyril James Stubblefield
(Cyril) James Stubblefield (1901–1999) est un géologue britannique. Stubblefield est président de la Société géologique de Londres de 1958 à 1960 et directeur du British Geological Survey de 1960 à 1966 .

## Jeunesse
Stubblefield est né à Cambridge, fils unique d'un jardinier et de sa femme. Il obtient une bourse à la Perse School de Cambridge.
Après avoir travaillé comme chimiste d'usine junior, Stubblefield déménage à Londres pour poursuivre ses études en cours du soir à la South-Western Polytechnic (plus tard Chelsea College). Il obtient une autre bourse à l'Imperial College de Londres où il obtient un ARCS et un BSc en géologie en 1923, avec les honneurs de première classe .
Sir Cyril James Stubblefield est membre du Links Club of the City and Guilds College à l'Imperial College.

## Carrière
Stubblefield est nommé démonstrateur en géologie à l'Imperial et commence des recherches sur les premières roches paléozoïques du Shropshire, obtenant son doctorat en 1925 ainsi que le fonds Daniel Pidgeon de la Société géologique de Londres, avec Oliver Bulman. En 1929, il publie le Handbook of the Geology of Great Britain avec John William Evans.
En 1928, Stubblefield rejoint le Geological Survey, au Geological Museum, où il rejoint bientôt le département de paléontologie et travaille sur les fossiles du Paléozoïque inférieur de Shrewsbury, le Carbonifère des bassins houillers du sud du Pays de Galles et du Kent, et d'autres roches du Cumberland.
Stubblefield devient paléontologue en chef du Geological Survey and Museum en 1947 et directeur en 1960, jusqu'à sa retraite en 1966. À la suite de la réorganisation, il devient le premier directeur de l'Institut des sciences géologiques, rebaptisé plus tard British Geological Survey.
Stubblefield est secrétaire de la Paleontographical Society de 1934 à 1948, puis président et compilateur de la section des trilobites de Zoological Record. Il est président de la Geological Society (1958-1960), recevant le Murchison Fund, la médaille Bigsby (1945) et la Médaille Murchison (1951). Il obtient son London DSc en 1942 et est élu FRS en 1944. Stubblefield est fait chevalier lors des honneurs du Nouvel An de 1965. Il est président du Sixième Congrès international de géologie et de stratigraphie du Carbonifère en 1967. Un genre de trilobite, Stubblefieldia, est nommé en son honneur, tout comme de nombreuses autres espèces.

## Vie privée
Stubblefield épouse Muriel Yakchee en 1932. Ils ont deux fils Rodney et Peter. Il est décédé en 1999 et est incinéré à Ruislip.